# شیریئوچی، هوکایدو
شیریئوچی، هوکایدو (به لاتین: Shiriuchi, Hokkaido) یک منطقهٔ مسکونی در ژاپن است که در Kamiiso District واقع شده‌است. شیریئوچی ۱۹۶٫۶۷ کیلومترمربع مساحت و ۵٬۲۹۶ نفر جمعیت دارد.